# Liste der Monuments historiques in Belleau (Meurthe-et-Moselle)
Die Liste der Monuments historiques in Belleau führt die Monuments historiques in der französischen Gemeinde Belleau auf.

## Liste der Immobilien
| Bezeichnung                 | Beschreibung | Standort                                     | Kennzeichnung | Schutzstatus | Datum | Bild           |
| --------------------------- | --- | -------------------------------------------- | ------------- | ------------ | ----- | -------------- |
| Château Colin               | aus der ersten Hälfte des 19. Jahrhunderts, zwischen 1920 und 1924 umgestaltet, Architekt Georges Biet; Wandgemälde von Louis Guingot | Manoncourt-sur-Seille, rue du Château (Lage) | PA00106440    | Inscrit      | 1990  | weitere Bilder |
| Châteu de Morey             | Burg, 12. Jahrhundert, im 16. und 17. Jahrhundert zum Schloss umgebaut; Renaissance-Torbogen                                          | Morey, 17 rue Saint-Pierre (Lage)            | PA00106094    | Classé       | 1930  | weitere Bilder |
| Kirche St-Pierre-et-St-Paul | romanischer Turm, Schiff aus dem 19. Jahrhundert                                                                                      | Morey, rue Saint-Pierre (Lage)               | PA00106095    | Classé       | 1930  | weitere Bilder |

## Liste der Objekte
| Bezeichnung       | Beschreibung                                                  | Standort                                      | Kennzeichnung | Schutzstatus | Datum | Bild |
| ----------------- | ------------------------------------------------------------- | --------------------------------------------- | ------------- | ------------ | ----- | ---- |
| Zwei Seitenaltäre | jeweils Altartisch und Retabel; Holz, farbig gefasst, um 1725 | Serrières, in der Kirche Ste-Madeleine (Lage) | PM54000052    | Classé       | 1983  |      |
| Pietà             | Stein, farbig gefasst, um 1500                                | Belleau, in der Kirche Ste-Madeleine (Lage)   | PM54001402    | Inscrit      | 1978  |      |